# Scarturus hotsoni
Il gerboa di Hotson (Scarturus hotsoni (O. Thomas, 1920)) è un roditore diffuso in Asia centrale appartenente alla famiglia dei Dipodidi. Fino alla fine degli anni 2010, come diverse altre specie, veniva incluso nel genere Allactaga.

## Descrizione
Questo gerboa di medie dimensioni ha una lunghezza testa-corpo compresa tra 97 e 161 mm, una coda lunga tra 107 e 220 mm e un peso che varia da 48 a 92 g. I piedi posteriori misurano 53-62 mm, mentre le orecchie sono lunghe 38-55 mm. Si distingue dagli altri membri del genere principalmente per alcune differenze nei dettagli del cranio e per una diversa lunghezza dell'arcata dentale. Il dorso e la testa sono di colore bruno-giallastro scuro o leggermente più chiaro, mentre tutte le altre parti del corpo sono ricoperte da pelo bianco. Solo il pennacchio alla fine della coda presenta una lunga sezione nera prima della punta bianca. Inoltre, sulle dita dei piedi posteriori sono presenti peli neri o grigio scuro, che però non formano ciuffi. Il primo premolare della mascella superiore è piuttosto piccolo, mentre i molari hanno corone di dimensioni moderatamente grandi. A parte gli organi genitali, non esistono differenze tra femmine e maschi.

## Biologia
Il gerboa di Hotson si trova in pianure, regioni montuose e sugli altopiani tra i 200 e i 1500 metri di altitudine. Abita deserti caratterizzati da ghiaia, argilla e rocce, steppe, altre aree erbose aride e zone con arbusti, mentre evita le regioni sabbiose.
Animale notturno, trascorre il giorno in una tana scavata personalmente, composta da un corridoio principale che termina, a una profondità di 40-60 cm, in una camera dal diametro di 12-15 cm. Di solito sono presenti fino a tre tunnel di fuga supplementari, ciascuno lungo circa 70-110 cm. In inverno, il corridoio principale può raggiungere una lunghezza di 360 cm e la camera può trovarsi fino a 85 cm di profondità. Quando le femmine non sono pronte per l'accoppiamento, ogni individuo vive solitario. In cattività non sono state osservate aggressioni tra conspecifici. In ambiente controllato, sono stati consumati erba medica (Medicago sativa) e piante appartenenti alle Amarantacee. Il comportamento riproduttivo della specie è sconosciuto.

## Tassonomia
Sono state descritte due sottospecie:
- S. h. hotsoni (O. Thomas, 1920) vive nell'Iran orientale, nel sud-ovest dell'Afghanistan e nel sud-ovest del Pakistan;
- S. h. firouzi (Womochel, 1978) è nota dalla provincia di Isfahan, nell'Iran centrale, e per un certo periodo è stata riconosciuta come specie a sé stante.

## Conservazione
Gran parte dell'areale della specie è poco adatto all'utilizzo umano. La popolazione complessiva è ritenuta numerosa. La IUCN classifica il gerboa di Hotson come «specie a rischio minimo» (Least Concern).